# Láska, svatba, zas a znova
Láska, svatba, zas a znova, v anglickém originále Love Wedding Repeat, je romantická komedie režiséra a scenáristy Deana Craiga, pro nějž se také jednalo o režisérský debut. Film je remakem francouzsko-belgické romantické komedie Plan de table z roku 2012. V hlavních rolích se objevili Sam Claflin, Olivia Munn a Eleanor Tomlinson. 
Film se natáčel v Římě od května 2019. Dne 10. dubna 2020 byl snímek celosvětově vydán prostřednictvím Netflixu.

## O filmu
Jack v Římě navštíví svou sestru Hayley, ale během krátké chvíle se zakouká na sestřiny kamarádky Diny. Než jí ovšem stačí vyjevit své city, jsou přerušeni Jackovým kamarádem. Zklamaný Jack odjíždí do Londýna a s Dinou se několik let nevidí. Znovu se s ní setkává na sestřině svatbě a rozhodne, že tentokrát ho už nic nezastaví. Svatbu ale provází celá řada katastrof.

## Obsazení
| Sam Claflin       | Jack    |
| Olivia Munn       | Dina    |
| Eleanor Tomlinson | Hayley  |
| Joel Fry          | Bryan   |
| Tim Key           | Sidney  |
| Aisling Bea       | Rebecca |
| Jack Farthing     | Marc    |
| Allan Mustafa     | Chaz    |
| Freida Pinto      | Amanda  |
| Paolo Mazzarelli  | Vitelli |
| Tiziano Caputo    | Roberto |

## Recenze
- Karolina Benešová, Červený koberec, 10. dubna 2020, [2]
- Mirka Spáčilová, IDNES.cz, 24. dubna 2020, [3]